# 温达姆
温达姆（日语：ウィンダム）是电视动画《機動戰士GUNDAM SEED DESTINY》中出现的一种虚构的载人人形机器人武器，属于机动战士（MS）。是地球联合军的主力量产型MS（MS），是取代之前的主力机短剑L的新机种。与短剑L及其初代原型机强袭GUNDAM相同，采用标准装备替换系统——强袭背包系统，通用性极高。动画剧集中，除以白色为主要涂装的量产机外，还出现了专门为第81独立特遣部队幻痛指挥官尼欧·罗安那克打造的紫色机。

## 设计
负责机械设计的大河原邦男在杂志文章中表示，导演福田己津央要求他把机体设计得更轻薄。大河原将温达姆描述为一种顶级类型的量产机，其四肢比短剑L更长，并且安装了大功率推进器，使其具有更强的机动性。

## 设定解说
地球联合军的主力通用机，仅次于短剑L。开发工作大约在《尤尼乌斯条约》缔结时开始，并在“打破世界”事件后立即开始部署。
开发时以短剑系列为参考，但本机的设计已完全修改。响应尤尼乌斯条约的缔结，设计重点是提高基本性能和通用性，并在肩部和腿部配备大型矢量推进器，机动性超越了短剑L其背部设有与短剑同标准的强袭背包系统接口，可通过更换装备灵活适应各种战情。
据说是地球联合军制造的MS的“到达点”之一，根据目录规格，其性能与强袭GUNDAM相同。全面量产强袭GUNDAM是地球联合军的夙愿，据说根据驾驶员的技术，该机可与札夫特的扎古媲美。

### 机体构造
头部
安装了V形天线。
座舱
舱口采用双层结构。驾驶舱基于第二代GAT-X系列使用的驾驶舱设计，具有良好的可操作性。
脚部
采用后跟分叉结构，提高了在崎岖道路上的可通过性。

### 武装
M2M5 Todesschrecken 12.5mm近接自动防御机炮
头部和胸部安装有两架固定机枪。Todesschrecken在德语中意为“对死亡的恐惧”。
口径是前代机体使用的75mm火神防空自动炮塔系统“豪豬陣”的六分之一，但由于口径较小，增加的空间提升了载弹数量。近距离可将基恩打成蜂巢。
ES04B光束剑
双臀部装备近战武器。两侧臀部的装甲与短剑L相同。
Mk315短剑式投掷喷射对装甲贯入弹
存放在双臀部铠甲中的投掷用匕首型穿甲弹。也可当作所谓的格斗用刀来使用，投掷后利用火箭推力冲向目标，穿透装甲，并在内部爆炸以造成伤害。是与短剑L通用的装备，类似的装备也用在了N短剑N和蔚蓝决斗GUNDAM上。
M9409L光束步枪
用于中距离射击的光束步枪。比短剑系列配备的步枪更大，并具有更高的穿透力。
A52 E型攻击盾（Mk438/B 2連装多目的飞弹“祭司SA10”）
反光束涂层盾牌背面备有2枚飞弹。由于是消耗品，因此被归类为E型。尖端有一个叉形刀片，可作为攻击性武器。

### 尼欧·罗安那克专用机
在温达姆被地球联合军正式接受并列装部队之前，第81幻痛独立特遣部队指挥官尼欧·罗安那克上校得到了一架预生产机体，以供其个人专用。此机采用了与艾格萨斯类似的红紫色个人色涂装。此外，机体规格与普通机几乎相同，但配备了取消发动机限制器的特殊喷气背包，展现出超越普通机的机动性。

## 作品中的表现
量产机首次出现在第9集中，当时它们作为安装了配备有核导弹的发射器背包的核攻击部队出击，但机队被中子溃散器消灭。
在第16集中，尼欧率领的30架机体与脉冲GUNDAM、救世主GUNDAM和智慧女神号交战，结果被全灭。
剧中，尼欧机在部分战斗情节中获胜，在柏林之战中，它为了保护史黛菈·路歇的毁灭GUNDAM而与基拉·大和的自由GUNDAM交战，在用短剑摧毁自由GUNDAM的盾牌后，它自己的武器和喷气背包也同时被摧毁，尼欧的机体坠毁并起火。由于坠机的影响，尼欧被抛出机体并晕倒，但尼欧本人生还并被带至大天使号。
此外，温达姆还有在量产机之间的战斗中击落扎古战士和老虎烈焰型的场景。
在第38集和第40集中，有温达姆加入反理法联盟的场景，温达姆同时出现于理法方和反理法方双边。在高清重制版的第50集中，温达姆出现在弥赛亚上显示的战斗广播视频中。
在官方外传故事《机动战士GUNDAM SEED DESTINY ASTRAY》中，出现了少量在主线故事中没有出现过的装备翔翼型背包的机体。另外，在《机动战士GUNDAM SEED ASTRAY 天空皇女》中，装备喷气背包的地球联合军的机体也有登场。
在剧场版《机动战士GUNDAM SEED FREEDOM》中，描绘了C.E.75年，也就是《DESTINY》结束一年后，作为蓝色宇宙残余部队的一部分，温达姆参与了入侵非洲共和国奥尔德林自治区的行动。

## 相关词条
- 强袭短剑

## 脚注
1. 1 2 3  .   [2024-11-18].
2. ↑  GUNDAM ACE (角川书店). 2005-04: 174-175. 缺少或|title=为空 (帮助)
3. 1 2 3 4 5 6 7 8 9 10  『機動戦士ガンダムSEED DESTINY MSエンサイクロペディア』一迅社、2008年11月15日初版发行、96-99页。(ISBN 978-4-7580-1126-6)
4. ↑  『パーフェクトアーカイブス 機動戦士ガンダムSEED DESTINY』竹书房、2006年5月、49页。(ISBN 978-4812426876)
5. ↑  『週刊ガンダムパーフェクトファイル 19号』デアゴスティーニ・ジャパン、2012年2月14日、11-12页。
6. ↑  『ガンダムの常識 モビルスーツ大百科 ガンダムSEED 連合・オーブ篇』双叶社、2011年11月、48-49页。ISBN 978-4575303667
7. 1 2 3 4  『電撃データコレクション　機動戦士ガンダムSEED DESTINY 上巻』MediaWorks、2007年10月20日初版发行、48-49页。(ISBN 978-4-8402-4058-1)
8. ↑  『MIA ウインダム』万代、2005年8月、付属データカード。
9. ↑  『HG 1/144 ブルデュエルガンダム』万代、2006年9月発売、组装说明书。
10. ↑  『機動戦士ガンダムSEED DESTINY オフィシャルファイル メカ編Vol.3』讲谈社、2005年9月、14页。ISBN 978-4063671575
11. ↑  . Oricon. oricon ME. 2024-02-09  [2024-03-23]. （原始内容存档于2025-04-26）.